# Tvärålund
Tvärålund – miejscowość (tätort) w Szwecji, w regionie administracyjnym (län) Västerbotten, w gminie Vindeln.
Według danych Szwedzkiego Urzędu Statystycznego liczba ludności wyniosła: 338 (31 grudnia 2015), 336 (31 grudnia 2018) i 339 (31 grudnia 2019).